# Håletjärnet (Sanne socken, Bohuslän)
Håletjärnet är en sjö i Munkedals kommun i Bohuslän och ingår i Örekilsälvens huvudavrinningsområde. Sjöns area är 0,02 kvadratkilometer och den är belägen 170 meter över havet.